# Libnotes plutonis
Libnotes plutonis là một loài ruồi trong họ Limoniidae. Chúng phân bố ở miền Cổ bắc.